# أندرو نايلور
أندرو نايلور (بالإنجليزية: Andrew Naylor)‏ هو متزلج فني بريطاني، ولد في 12 أغسطس 1965 في نوتنغهام في المملكة المتحدة.

## وصلات خارجية
- أندرو نايلور على موقع أوليمبيديا (الإنجليزية)